# Þórunn Sveinbjarnardóttir
Þórunn Sveinbjarnardóttir, née le 22 novembre 1965 à Reykjavik, est une femme politique islandaise, membre de l'Alliance, présidente de l'Althing depuis février 2025.

## Biographie
Elle est diplômée de l'université d'Islande et du Centre de Bologne de la Paul H. Nitze School of Advanced International Studies. Elle travaille au sein de la Croix-Rouge et est journaliste au Morgunblaðið de 1998 à 1999.
De 1992 à 1995, elle est directrice exécutive de la Liste des femmes. En 1999, elle est élue députée à l'Althing dans la circonscription de Reykjanes. Elle est réélue en 2003, cette fois dans la circonscription Sud-Ouest, puis de nouveau en 2007. Elle ne se représente pas en 2011.
Elle est ministre de l'Environnement du 24 mai 2007 au 26 janvier 2009, soit durant toute la durée du gouvernement Haarde II. 
Elle revient au Parlement lors des élections de 2021. Elle est réélue en 2024 et élue présidente de l'Althing le 4 février 2025.